# Stammstrecke (Wien)
| Logo der Stammstrecke |                      |                                               |                                               |
| |                      |                                               |                                               |
| Streckennummer (ÖBB): | 114 01, 122 01       |                                               |                                               |
| Kursbuchstrecke (ÖBB): | 900                  |                                               |                                               |
| Streckenlänge: | 11,3 km              |                                               |                                               |
| Spurweite: | 1435 mm (Normalspur) |                                               |                                               |
| Stromsystem: | 15 kV / 16,7 Hz ~    |                                               |                                               |
| Maximale Neigung: | 21,5 ‰               |                                               |                                               |
| Streckengeschwindigkeit: | 100 km/h             |                                               |                                               |
| Zugbeeinflussung: | PZB                  |                                               |                                               |
| Zweigleisigkeit: | durchgehend          |                                               |                                               |
| |                      |                                               |                                               |
| \| \| \| Nordbahn von Břeclav \| \| \| \| \| Wien Floridsdorf \| \| \| \| \| siehe Nordbahn \| \| \| \| 6,741 \| Wien Nordbahnhof (bis 1945) \| Wien Nordbahnhof (bis 1945) \| \| \| \| \| \| \| \| \| Wien Praterstern (seit 1959) \| \| \| \| 6,20 \| Wien Praterstern (1883 bis 1945) \| Wien Praterstern (1883 bis 1945) \| \| \| \| \| \| \| \| \| Verbindungsbahnbrücke über den Donaukanal \| \| \| \| \| Pressburger Bahn (bis 1945) \| \| \| \| 5,602 \| Wien Radetzkyplatz \| Wien Radetzkyplatz \| \| \| \| \| \| \| \| \| Donaukanallinie von Heiligenstadt \| \| \| \| 4,845 \| Wien Mitte \| Wien Mitte \| \| \| \| Untere Wientallinie nach Meidling-Hauptstraße \| \| \| \| \| \| \| \| \| \| St. Marxer Tunnel I (400 m) \| \| \| \| 3,725 \| Wien Rennweg \| Wien Rennweg \| \| \| \| Aspangbahn nach Felixdorf \| \| \| \| \| \| \| \| \| \| \| \| \| \| 2,881 \| Üst Wien Matzleinsdorf 4SB \| Üst Wien Matzleinsdorf 4SB \| \| \| 2,6752,584 \| Fehlerprofil (-91 m) \| Fehlerprofil (-91 m) \| \| \| \| Schnellbahntunnel (1235 m) \| \| \| \| 2,20 \| Wien Arsenal (bis 1961) \| Wien Arsenal (bis 1961) \| \| \| 1,925 \| Wien Quartier Belvedere \| Wien Quartier Belvedere \| \| \| \| Arsenaltunnel unter der Ostbahn (160 m) \| \| \| \| 1,20 \| Wien Favoriten (bis 1961) \| Wien Favoriten (bis 1961) \| \| \| \| Wien Hauptbahnhof \| \| \| \| 1,340 \| Wien Hauptbahnhof - Südtiroler Platz \| Wien Hauptbahnhof - Südtiroler Platz \| \| \| \| Steudeltunnel (283 m) \| \| \| \| \| \| \| \| \| 0,000 \| Wien Matzleinsdorfer Platz \| Wien Matzleinsdorfer Platz \| \| \| \| siehe Südbahn \| \| \| \| \| Wien Meidling \| \| \| \| \| Südbahn von Spielfeld-Straß \| \| |                      |                                               |                                               |
| Strecke |                      | Nordbahn von Břeclav                          | Nordbahn von Břeclav                          |
| Bahnhof |                      | Wien Floridsdorf                              | Wien Floridsdorf                              |
| |                      | siehe Nordbahn                                |                                               |
| ehemaliger Bahnhof | 6,741                | Wien Nordbahnhof (bis 1945)                   | Wien Nordbahnhof (bis 1945)                   |
| |                      |                                               |                                               |
| Bahnhof Streckenende |                      | Wien Praterstern (seit 1959)                  | Wien Praterstern (seit 1959)                  |
| Strecke | 6,20                 | Wien Praterstern (1883 bis 1945)              | Wien Praterstern (1883 bis 1945)              |
| |                      |                                               |                                               |
| Brücke über Wasserlauf |                      | Verbindungsbahnbrücke über den Donaukanal     | Verbindungsbahnbrücke über den Donaukanal     |
| Kreuzung geradeaus oben (Querstrecke außer Betrieb) |                      | Pressburger Bahn (bis 1945)                   | Pressburger Bahn (bis 1945)                   |
| ehemaliger Haltepunkt / Haltestelle | 5,602                | Wien Radetzkyplatz                            | Wien Radetzkyplatz                            |
| Tunnelanfang |                      |                                               |                                               |
| Abzweig geradeaus und ehemals von rechts (im Tunnel) |                      | Donaukanallinie von Heiligenstadt             | Donaukanallinie von Heiligenstadt             |
| Bahnhof (im Tunnel) | 4,845                | Wien Mitte                                    | Wien Mitte                                    |
| Abzweig geradeaus und ehemals nach rechts (im Tunnel) |                      | Untere Wientallinie nach Meidling-Hauptstraße | Untere Wientallinie nach Meidling-Hauptstraße |
| Tunnelende |                      |                                               |                                               |
| Tunnelanfang |                      | St. Marxer Tunnel I (400 m)                   | St. Marxer Tunnel I (400 m)                   |
| Haltepunkt / Haltestelle (im Tunnel) | 3,725                | Wien Rennweg                                  | Wien Rennweg                                  |
| Abzweig geradeaus und nach links (im Tunnel) |                      | Aspangbahn nach Felixdorf                     | Aspangbahn nach Felixdorf                     |
| Tunnelende |                      |                                               |                                               |
| |                      |                                               |                                               |
| Überleitstelle / Spurwechsel · Strecke | 2,881                | Üst Wien Matzleinsdorf 4SB                    | Üst Wien Matzleinsdorf 4SB                    |
| Kilometer-Wechsel · Strecke | 2,6752,584           | Fehlerprofil (-91 m)                          | Fehlerprofil (-91 m)                          |
| Tunnelanfang · Strecke |                      | Schnellbahntunnel (1235 m)                    | Schnellbahntunnel (1235 m)                    |
| Haltepunkt / Haltestelle | 2,20                 | Wien Arsenal (bis 1961)                       | Wien Arsenal (bis 1961)                       |
| Haltepunkt / Haltestelle · Strecke | 1,925                | Wien Quartier Belvedere                       | Wien Quartier Belvedere                       |
| Strecke · Strecke von links |                      | Arsenaltunnel unter der Ostbahn (160 m)       | Arsenaltunnel unter der Ostbahn (160 m)       |
| Strecke · Strecke · Haltepunkt / Haltestelle | 1,20                 | Wien Favoriten (bis 1961)                     | Wien Favoriten (bis 1961)                     |
| Strecke · Bahnhof · Strecke |                      | Wien Hauptbahnhof                             | Wien Hauptbahnhof                             |
| Haltepunkt / Haltestelle · Strecke · Strecke | 1,340                | Wien Hauptbahnhof - Südtiroler Platz          | Wien Hauptbahnhof - Südtiroler Platz          |
| Tunnelende |                      | Steudeltunnel (283 m)                         | Steudeltunnel (283 m)                         |
| |                      |                                               |                                               |
| Haltepunkt / Haltestelle, ehemals Bahnhof | 0,000                | Wien Matzleinsdorfer Platz                    | Wien Matzleinsdorfer Platz                    |
| |                      | siehe Südbahn                                 |                                               |
| Bahnhof |                      | Wien Meidling                                 | Wien Meidling                                 |
| Strecke |                      | Südbahn von Spielfeld-Straß                   | Südbahn von Spielfeld-Straß                   |

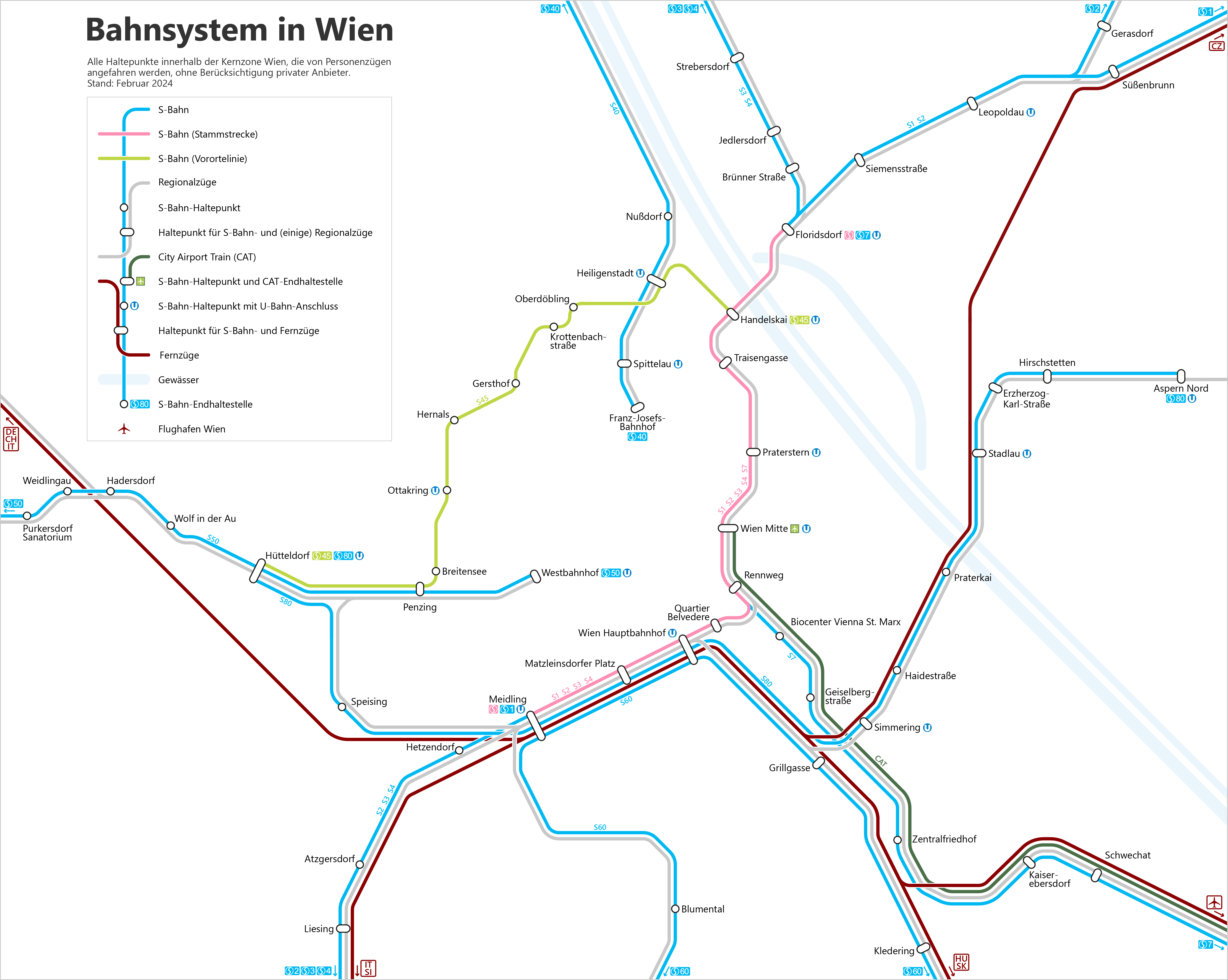
Die Stammstrecke (altrosa) im Wiener Schienennetz

Die Stammstrecke der S-Bahn Wien ist die zentrale Stammstrecke der Wiener S-Bahn und die am häufigsten befahrene Eisenbahnstrecke Österreichs. Die 13 Kilometer lange, normalspurige, elektrifizierte und zweigleisige Verbindung bedient elf Stationen und durchquert die Bundeshauptstadt Wien vom Bahnhof Wien Floridsdorf im Nordosten bis zum Bahnhof Wien Meidling im Südwesten.
Der Abschnitt von Floridsdorf bis zum Bahnhof Wien Praterstern führt über die Trasse der Nordbahn. Die Strecke führt dann weiter auf der Wiener Verbindungsbahn über Bahnhof Wien Mitte (vormals Hauptzollamt) und Wien Hauptbahnhof nach Meidling, wo sie bei der Station Matzleinsdorfer Platz in die Südbahn einmündet. Als westliche Verlängerung folgt die meist ebenfalls Verbindungsbahn genannte Bahnstrecke Wien Penzing–Wien Meidling.
Fast 700 Züge fahren pro Tag über die Strecke. Mit fast 250.000 Reisenden pro Werktag ist sie die meistbefahrene Nahverkehrsstrecke in Österreich.

## Verlauf

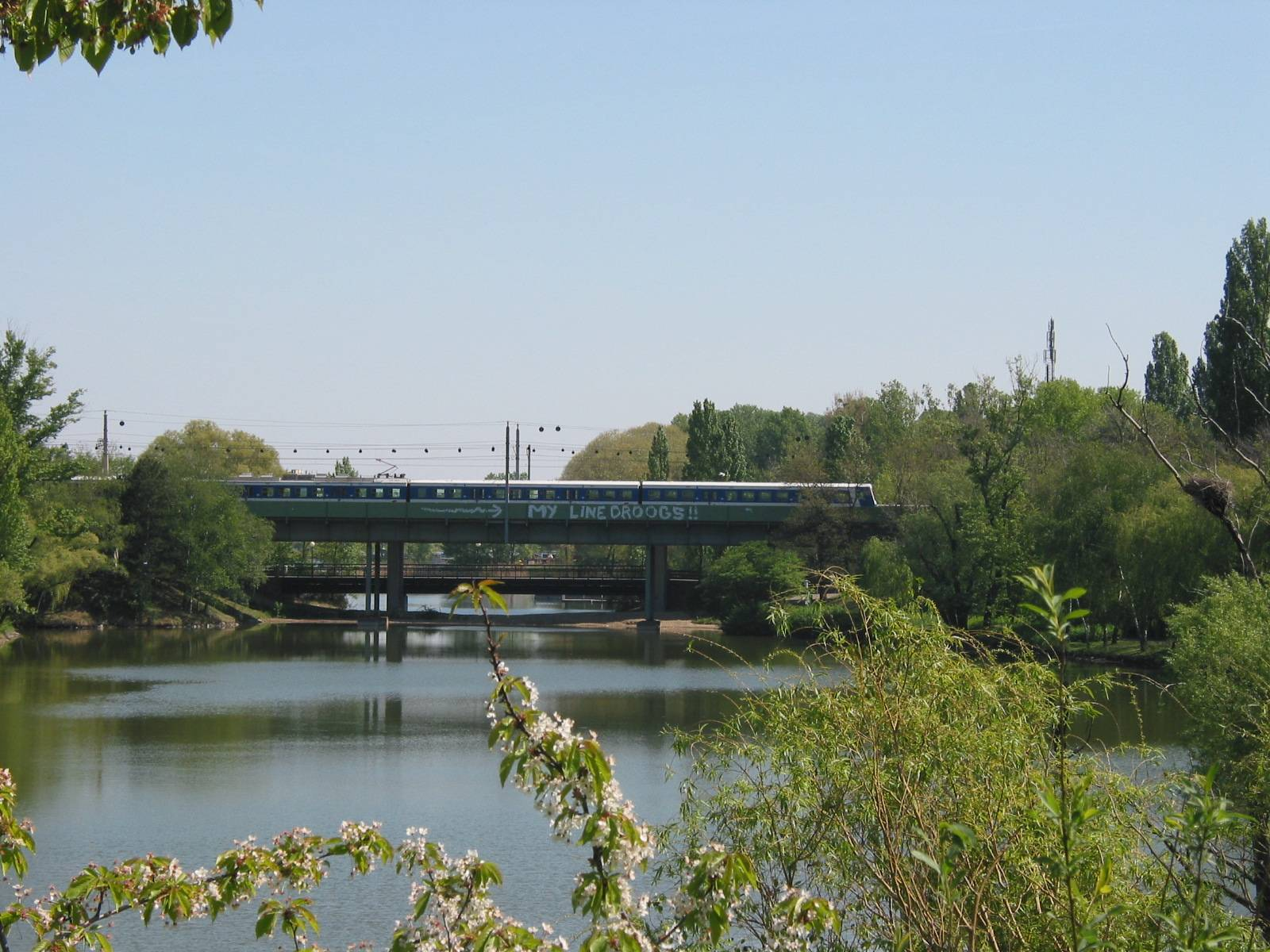
Schnellbahnzug auf der Brücke über die Alte Donau im Wasserpark

Die S-Bahn-Stammstrecke (Schnellbahnstammstrecke) beginnt im Bahnhof Wien Floridsdorf (21., Franz-Jonas-Platz) in Hochlage. Die Strecke verläuft von hier in Richtung Südwesten auf einem Damm und wird linker Hand von der U-Bahn-Linie U6 begleitet, die aber am Franz-Jonas-Platz noch in Tieflage und erst etwa ab der Leopold-Ferstl-Gasse in Hochlage direkt neben der S-Bahn verläuft. Die S-Bahn-Strecke erreicht dann den Wasserpark, wo die Alte Donau auf einer Brücke überquert wird. Nach Durchfahren der abgerissenen Haltestelle Strandbäder überquert die Strecke die Stadtautobahn A22, die Neue Donau und die Donauinsel. Die Donau wird anschließend auf der Nordbahnbrücke übersetzt, direkt danach befindet sich die Station Handelskai, wo in die U6 und in die S45 umgestiegen werden kann. Danach kann man links die abfallende U6-Trasse beobachten, die gerade weiter verläuft, während die S-Bahn einen Schwenk nach links bzw. Süden macht und auf zahlreichen Brücken die Straßen des 20. Bezirks übersetzt, bevor sie die Haltestelle Traisengasse erreicht.
Nach Verlassen dieser Haltestelle sieht man auf der linken Seite das weitläufige ehemalige Nordbahnhofgelände, heute Nordbahnviertel genannt, wo ein neuer Stadtteil entsteht. An der rechten Seite begleiten Dresdner Straße und Nordbahnstraße die Strecke (das Areal zwischen Straße und Bahnkörper wurde bzw. wird verbaut). Kurz vor dem Praterstern kommen Bauten der ÖBB aus den 1960er Jahren in Sicht, die nach 1965 statt des Bahnhofsgebäudes des ehemaligen Nordbahnhofes errichtet wurden.
Anschließend wird die glasgedeckte Halle des viergleisigen Bahnhofs Wien Praterstern erreicht, wobei der verbaute Teil des namensgebenden Pratersterns mit dem Tegetthoff-Denkmal und dem Blick Richtung Altstadt auf der rechten Seite liegt, der in die Venediger Au und den anschließenden Prater übergehende, weitgehend unverbaute Teil samt Riesenrad auf der linken. Hier kann man in die U-Bahn-Linien U1 und U2 sowie in Straßenbahn- und Autobuslinien umsteigen. Die Fahrt verläuft weiter auf einem Viadukt und auf der Verbindungsbahnbrücke über den Donaukanal.
Danach fällt die Viaduktstrecke langsam ab, bis der Bahnhof Wien Mitte in Tieflage erreicht wird, der mit einem Gebäudekomplex überbaut ist. Es besteht Umsteigemöglichkeit zu den U-Bahn-Linien U3 und U4 sowie zum City Airport Train (CAT), der eine direkte Verbindung vom Stadtzentrum zum Flughafen Wien darstellt. Danach setzt sich die Strecke im offenen Einschnitt fort; teilweise handelt es sich dabei um das ehemalige Bett des Wiener Neustädter Kanals. Die ebenfalls im Einschnitt befindliche, überbaute Station Rennweg liegt am Beginn des St. Marxer Tunnels, in dem sich auch die Abzweigung der Flughafenschnellbahn befindet, die den gesamten Tunnel benutzt. Die S-Bahn-Stammstrecke verlässt den Tunnel dagegen gleich nach der Haltestelle und macht einen Rechtsbogen, der in Niveaulage zwischen der Adolf-Blamauer-Gasse und dem Fasanviertel liegt. Nach Unterquerung des Landstraßer Gürtels kann man auf der rechten Seite letzte Überreste des Linienwalls erblicken, die auch die Grenze zum Schweizergarten bilden.
Die Strecke verläuft in diesem Park ein Stück im offenen Einschnitt, bevor sie im Schnellbahntunnel I verschwindet und die unterirdische Station Quartier Belvedere (früher: Südbahnhof) erreicht. Nur 600 Meter weiter befindet sich ebenfalls im Tunnel die Haltestelle Hauptbahnhof (Südtiroler Platz), wo abermals zur U1 und seit 9. Dezember 2012 auch zum Wiener Hauptbahnhof gelangt werden kann. Kurz darauf verlässt die S-Bahn den Tunnel und steigt an. (Das früher parallele, aus dem Steudeltunnel von der Ostbahn kommende Verbindungsgleis besteht nicht mehr, da der Tunnel 2010 wegen des Baues des Hauptbahnhofes abgetragen wurde.) In Hochlage verläuft die Strecke nun zwischen der links, südlich, gelegenen Südbahnstrecke und dem rechts, nordseitig gelegenen Gürtel, einer Hauptverkehrsstraße Wiens, bis die Haltestelle Wien Matzleinsdorfer Platz erreicht wird. Entlang der Eichenstraße, von der die Gleise durch die Eisenbahnbeamtenwohnhäuser von Wilhelm von Flattich getrennt sind, führt die Strecke bis zum Bahnhof Wien Meidling, wo die S-Bahn die Bahnsteige 1 und 2 (in Fahrtrichtung Mödling) sowie 3 und 4 (in Fahrtrichtung Floridsdorf) benutzt.

## Betrieb
Die Stammstrecke wird fast ausschließlich von Regional- und S-Bahn-Zügen befahren. Rund 640 Züge befördern täglich 270.000 Fahrgäste auf dieser Strecke. Das Intervall auf der Stammstrecke beträgt inklusive der Regionalzüge drei bis 15 Minuten bei einer Betriebszeit von 4:00 Uhr bis 1:30 Uhr, seit 15. Dezember 2019 in den Nächten vor Samstagen, Sonn- und Feiertagen im 30-Minuten-Takt. In den Fahrplanunterlagen der ÖBB (früher Fahrplanbuch) ist die Stammstrecke unter der Fahrplanbildnummer 900 zu finden. Signaltechnisch kann maximal alle drei Minuten, außer von Wien Mitte bis Rennweg alle zweieinhalb Minuten, ein Zug fahren. Aktuell gibt es alle 30 Minuten eine neun Minuten lange Lücke, damit sich der Betrieb bei Verspätungen wieder normalisieren kann.
Von Süden kommende Züge enden in Floridsdorf oder fahren darüber hinaus. Von Norden kommende Züge verkehren größtenteils nach Meidling und weiter, die Züge Richtung Flughafen (S7) verlassen die Stammstrecke nach der Haltestelle Rennweg und einige Züge enden in den Bahnhöfen Praterstern und Wien Mitte. Der Streckenabschnitt zwischen Wien Mitte und Rennweg wird auch vom City Airport Train befahren, der zwischen Matzleinsdorfer Platz und Meidling auch von der S80.
Die Linien der Stammstrecke haben einstellige Liniennummern. Derzeit verkehren auf der Stammstrecke zwischen Meidling und Floridsdorf die Linien S1, S2, S3 und S4. Zwischen Rennweg und Floridsdorf bedienen außerdem die Züge der Flughafenlinie S7 die Strecke.
Die Schnellbahn-Züge werden durch die Reihen 4020, 4744, 4746 und vereinzelt 4024 geführt, die Regionalzüge bestehen aus Doppelstock-Wendezügen, die von Lokomotiven der Reihen 1116 oder 1144 geführt werden.
Laut einer im Jahr 2020 durchgeführten Untersuchung könnten die Zugfolgezeiten mit ETCS um circa 40 Sekunden verringert werden.

## Leitsystem

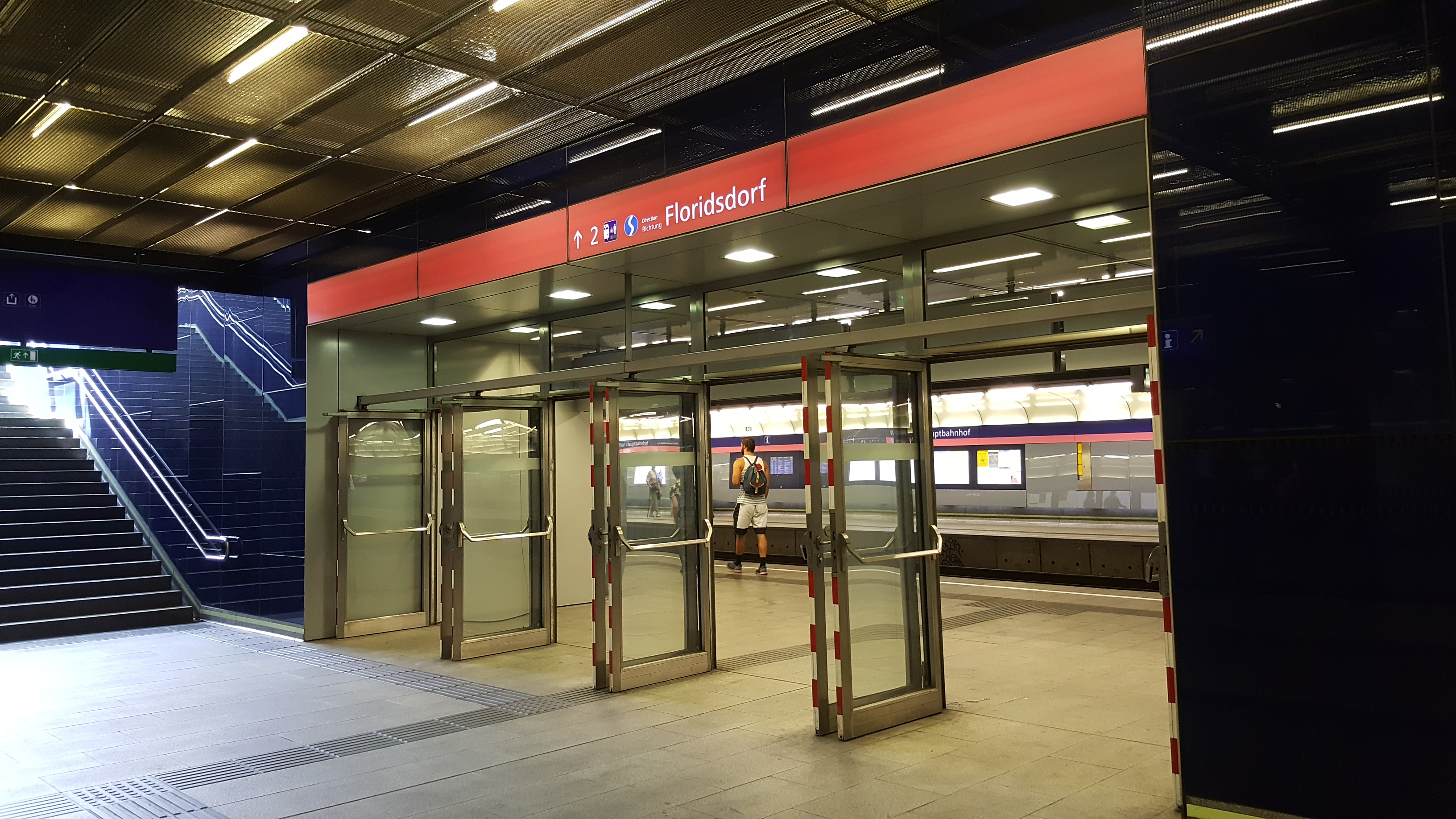
Hinweis auf die S-Bahn Richtung Floridsdorf in Wien Hauptbahnhof (Südtiroler Platz)

Im Jahr 2017 wurde gemeinsam mit den Wiener Linien ein neues Leitsystem für die Stammstrecke und die Linie S45 eingeführt. Die Stammstrecke erhielt dabei altrosa als Linienfarbe. Die Endbahnhöfe der Stammstrecke, Floridsdorf und Meidling (bzw. Rennweg für die S7), wurden nicht nur ins Leitsystem aufgenommen, sondern werden seitdem auch über die Zugzielanzeigen und Ansagen kommuniziert.

## Geschichte

### Planung und Bau der Verbindungsbahn

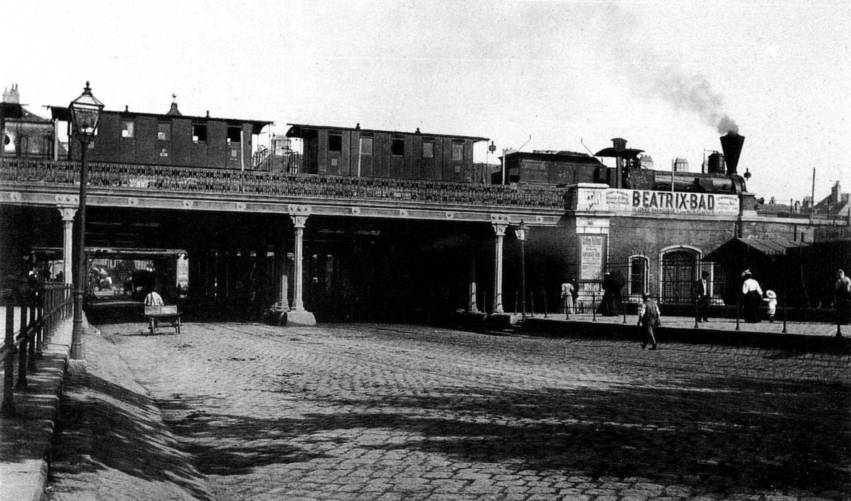
Die Wiener Verbindungsbahn noch in der ursprünglichen Hochlage am zentrumsseitigen Ende der Landstraßer Hauptstraße

Die Nordbahn und die Wien-Gloggnitzer Bahn, die Südbahn, waren die ältesten Lokomotiveisenbahnen und stark frequentiert. Die Wiener Endbahnhöfe lagen aus steuerlichen Gründen und wegen des Linienwalls etwa vier Kilometer auseinander. Die Bahndirektionen und das Hauptzollamt wünschten eine Gleisverbindung, die aber auf technische Schwierigkeiten stieß, da die Niveauunterschiede sehr groß sind. Der Architekt Anton Ortner legte dem Ministerium 1844 einen Plan für zwei Trassen vor, von denen eine durch den Prater führte und die andere entlang des Wiener Neustädter Kanals. Das Ministerium nahm dazu nicht Stellung.
Die Verbindung wurde aber immer dringlicher, und nach langen Verhandlungen wurde das Vorhaben 1846 zum Staatsbahnprojekt erklärt, wobei anfänglich nur eine Pferdebahn für den Güterverkehr vorgesehen war. Die Detailpläne wurden von der Staatsbahndirektion unter der Leitung von Carl von Ghega ausgearbeitet und der Bau 1847 an die Gebrüder Klein sowie an Christian Ludwig Förster übertragen. Vorerst war geplant, die Strecke entlang des Wiener Neustädter Kanals zu führen, doch wurde dies in der Folge insofern abgeändert, dass die Trasse nunmehr statt des Kanals in das Kanalbett gelegt werden sollte. Außerdem wurde sie schließlich doch für Lokomotivbetrieb vorgesehen, wobei man aber zunächst an eine Atmosphärische Eisenbahn dachte.
Durch die Märzrevolution 1848 kam es zu Verzögerungen. Auch danach gab es nur langsam Fortschritte, da man nun überlegte, beim Hauptzollamt einen Zentralbahnhof anzulegen, wozu mehrere Studien durchgeführt wurden. Außerdem verbot der Kaiser die Querung der Hauptallee im Prater, wodurch einige Trassenvarianten wegfielen. Mit der Entschließung vom 3. Mai 1851 wurde dann eine Streckenführung genehmigt, die den Prater an seinem äußersten nordwestlichen Rand, neben dem Praterstern, auf einem Viadukt übersetzt, den Donaukanal überquert und über den Stadtteil Weißgerber das Hauptzollamt erreicht.
Mit den Bauarbeiten, die vom k.k. Hofbaumeister Leopold Mayer durchgeführt wurden, wurde allerdings schon im Herbst 1850 begonnen. Der Streckenteil zwischen Südbahnhof und Hauptzollamt war großteils schon 1854 fertig, doch fehlten noch die Brücken der damals in Hochlage befindlichen Strecke über die Landstraßer Hauptstraße und die Ungargasse, was zu einer weiteren Verzögerung führte. Am 1. September 1857 fand die erste Probefahrt auf diesem südlichen Teilstück statt, die offizielle Eröffnung der 6,741 Kilometer langen und als Staatsbahn geführten Strecke erfolgte am 15. Oktober. Der Betrieb wurde vorläufig von der k.k. Betriebsdirection Wien durchgeführt, zwei Abzweigungen führten zum Hauptzollamt (0,454 Kilometer) und zum Güterbahnhof der Nordbahn (0,159 Kilometer).
Im Bereich des Südbahnhofs verlief die Strecke etwa entlang der heutigen Trasse, aber in Niveaulage. Sie führte südlich des Bahnhofsgebäudes vorbei und machte einen großen Bogen vor dem Arsenal, zu dem mehrere Anschlussgleise führten. Danach durchschnitt sie den Linienwall und erreichte etwa bei der Beatrixgasse die Hochlage.
Obwohl die Bauarbeiten schon weit fortgeschritten waren, gab es noch kein endgültiges Projekt für die Brücke über den Donaukanal. Nach zahlreichen Diskussionen entschied sich Ghega für eine Kettenbrücke nach dem patentierten System seines Stellvertreters Friedrich Schnirch. Als Folge der Niederlage in der Schlacht von Solferino forderte das Militär aber eine beschleunigte Fertigstellung der Verbindung der Bahnhöfe, und daher wurde vorläufig eine provisorische Holzbrücke hergestellt, so dass die Wiener Verbindungsbahn den Betrieb am 1. Juli 1859 aufnehmen konnte. Die Schnirchsche Kettenbrücke wurde am 2. September 1860 eröffnet, obwohl schon der erste Belastungstest nicht zufriedenstellend verlief. Die Brücke verursachte auch weiterhin Probleme.
Zwischen Hauptzollamt und Nordbahnhof wurde auf einem Ziegelviadukt mit 60 Öffnungen gefahren. Aufgrund eines Pachtvertrages vom 28. Dezember 1859 übernahmen Süd- und Nordbahn gegen eine Vergütung von 40 % der Bruttoeinnahmen den Betrieb. Der Vertrag war zwar auf ein Jahr befristet, doch wurde er stillschweigend weitergeführt und der Anteil der Bahngesellschaften an den Einnahmen auf 50 % erhöht. Obwohl die Strecke nur für den Güterverkehr vorgesehen war, fand ab 1860 ein bescheidener Personenverkehr an Sonn- und Feiertagen statt, der aber wegen mangelnder Inanspruchnahme 1862 eingestellt wurde. Die Südbahn führte allerdings einige ihrer Züge auch danach weiter.

### Verkauf und Tieflegung
Der Dampfbetrieb führte zu Klagen der Anrainer wegen Rauchbelästigung, so dass Rauch verzehrende Apparate eingebaut wurden und eine Forderung nach Koksbefeuerung erhoben wurde. 1871 versuchte die Österreichische Nordwestbahn, ihren Bahnhof im Bereich Praterstern an die Verbindungsbahn anzuschließen, scheiterte jedoch am Widerstand der Stadt Wien, die durch diese zusätzliche Hochstrecke eine Barrierewirkung auf die angrenzenden Wohnviertel befürchtete.
Nachdem der Staat beinahe alle seine eigenen Bahnen zur Geldbeschaffung verkauft hatte, war die Verbindungsbahn neben zwei kurzen, von ausländischen Bahnen betriebenen Strecken die einzige, die noch in Staatsbesitz war. 1870 wurde die Strecke dann ebenfalls verkauft, und zwar zu je einem Sechstel an alle Betreiber der von Wien ausgehenden Hauptbahnen, das heißt an die Kaiser Ferdinands-Nordbahn, die Südbahn-Gesellschaft, die Österreichisch-ungarische Staatseisenbahngesellschaft (Ostbahn), die Kaiserin Elisabeth-Bahn (Westbahn), die Österreichische Nordwestbahn und die Kaiser Franz Josephs-Bahn, und zwar zu jeweils zwei Millionen Gulden. Die Konzessionsdauer betrug 90 Jahre. Dieses Übereinkommen wurde am 25. Jänner 1870 vereinbart, der Kaufvertrag wurde am 20. Februar abgeschlossen und trat rückwirkend per 20. Jänner in Kraft.

§ 7 des Kaufvertrages besagte, dass wegen der Umbauten von Südbahnhof und Staatsbahnhof (Ostbahnhof) sowie zur Verbesserung der Verkehrsverhältnisse die Konzessionäre die Strecke im Bereich der Bahnhöfe zu verlegen hatten. Die Verbindungsbahn stellte dort mit ihren zahlreichen Nebengleisen ein starkes Hindernis für den Straßenverkehr dar. Die Weltausstellung 1873 in Wien wurde daher zum Anlass genommen, die Strecke tiefzulegen.

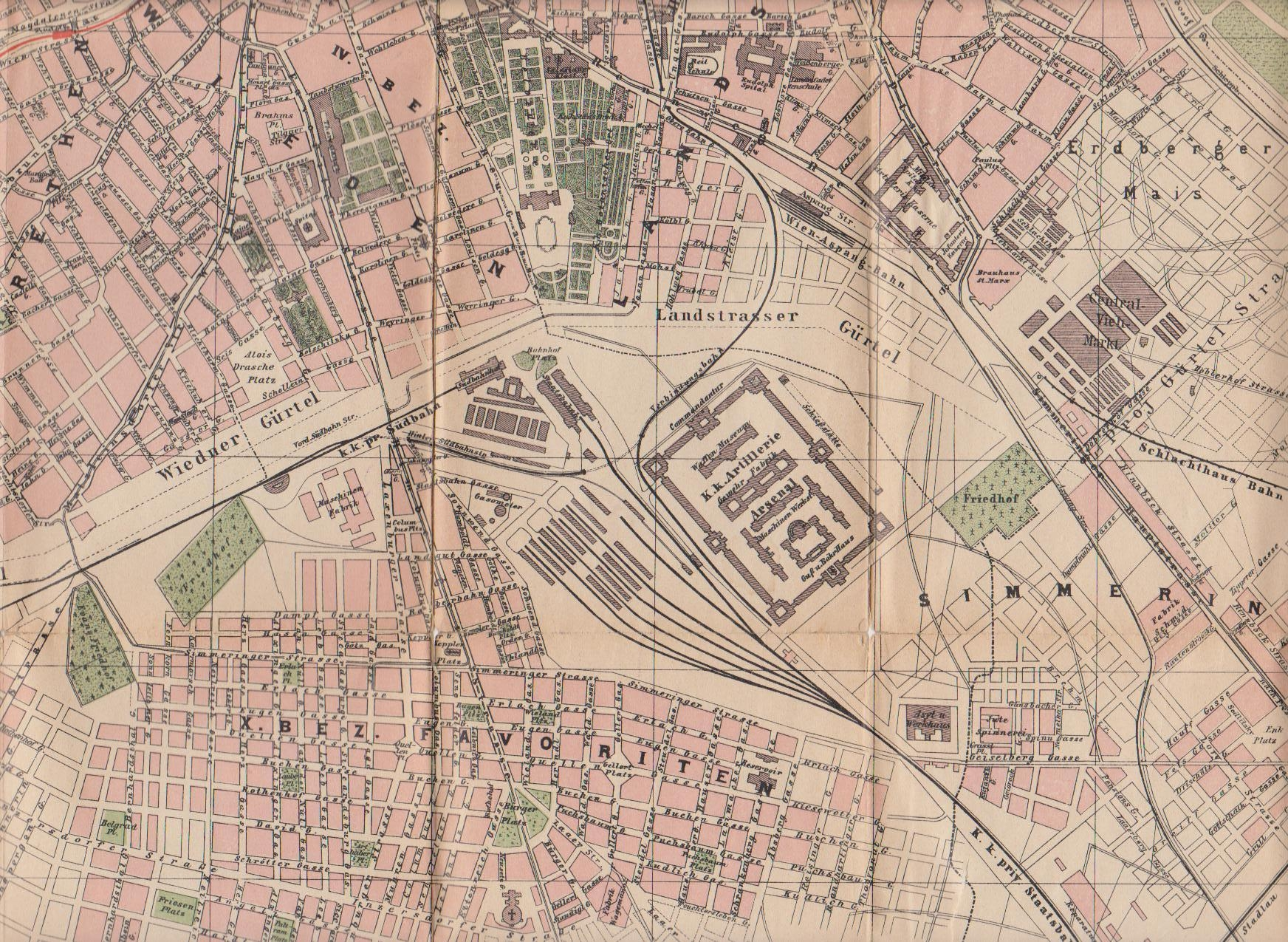
Die Verbindungsbahn im Bereich von Süd- und Ostbahnhof (1900)

Da dieser Umbau auch die Verlegung von Rohrleitungen für die  I. Wiener Hochquellenwasserleitung und den Bau von Sammelkanälen tangierte, verlangte die Stadtverwaltung ein Mitspracherecht. Nachdem das k.k. Handelsministerium dem Konsortium der sechs Bahngesellschaften am 11. Dezember 1871 den Baukonsens für die Strecke zwischen dem Frachtenbahnhof Matzleinsdorf und dem Staatsbahnhof (Ostbahnhof) erteilt hatte, legte der Gemeinderat Protest beim Ministerium ein, damit keine Entscheidungen getroffen würden, bevor ihm die Baupläne vorliegen. Das Handelsministerium beschloss dann, das Konsortium zum Bau der Modifikationen zu verpflichten, wenn die Stadt Wien die Mehrkosten dafür übernähme. Nach mehreren Verhandlungen wurde die geänderte Trasse am 12. Februar 1872 bewilligt, nachdem sie, einem Wunsch der Stadt entsprechend, auch im Bereich des Linienwalls tiefer gelegt wurde.
Die neue Trasse zweigte nun im Bahnhof Matzleinsdorf in Hochlage von der Südbahn ab, führte nördlich dieser bis zur Kliebergasse, senkte sich dann ab und unterfuhr Süd- und Staatsbahnhof mittels zweier Tunnels (Steudeltunnel und Arsenaltunnel) in einem großen Bogen. Dann verlief sie in einem Einschnitt weiter und erreichte im Bereich des heutigen Schweizergartens im Vorfeld des Arsenals wieder die alte Trasse. Die Betriebsaufnahme erfolgte am 4. Mai 1873. Wegen der Weltausstellung wurde am 15. Mai auch wieder der Personenverkehr aufgenommen, jedoch schon nach zwei Monaten wegen der geringen Frequenz eingestellt. 1881 kam es zu einem Einbruch des Frachtenverkehrs um 15 %; Grund dafür war die Konkurrenz durch die neue Donauuferbahn.

### Ausbau
Am 21. Oktober 1881 erhielt die Eisenbahn Wien–Aspang einen zweigleisigen Anschluss an die Verbindungsbahn, und zwar entgegen den Wünschen der Stadt Wien mit einer Straßenkreuzung. Die Bahngesellschaft führte ab 15. Juni 1882 einen Zug pro Tag probeweise bis zum Hauptzollamt, gab diesen Verkehr aber schon am 1. November desselben Jahres wieder auf.
Als ein Berliner Unternehmen plante, die Wiener Verbindungsbahn zu kaufen oder zu pachten, um sie zum Ausgangspunkt eines Lokalbahnnetzes zu machen, wurde das vom Konsortium abgelehnt. Eine Folge des Berliner Vorstoßes war aber, dass ab 1. September 1881 der regelmäßige Personenverkehr auf der Verbindungsbahn wieder aufgenommen wurde, wobei eine provisorische Station in der Nähe des Hauptzollamts errichtet wurde. Ab 28. Juni 1883 wurde über die Gesamtstrecke der Verbindungsbahn, das heißt auch über deren westlichen Abschnitt von Meidling nach Hütteldorf, gefahren. In jenem Jahr wurden auch neue Haltestellen beim Rennweg, beim Arsenal und bei der Sonnwendgasse (Haltestelle Favoriten) in Betrieb genommen, 1885 schließlich auch die Haltestelle Radetzkyplatz in Hochlage.
Anlässlich der „Elektrischen Ausstellung“ im Prater wurde 1883 wenige hundert Meter südlich des Nordbahnhofes die Haltestelle Praterstern errichtet und der bisher beim Hauptzollamt endende Personenverkehr bis hierher verlängert. 1884 wurde die seit fünf Jahren nur mehr eingleisig befahrbare Brücke über den Donaukanal durch einen tragfähigeren Neubau ersetzt.
1882 beziehungsweise 1884 gingen außerdem die 1/6-Anteile der verstaatlichten Kaiserin Elisabeth-Bahn und der Kaiser Franz Josephs-Bahn an den Staat über, bevor 1887 auch die Kaiser Ferdinands-Nordbahn ihren Anteil für 600.000 Gulden zurückverkaufte. Daraufhin brachte die Regierung am 7. Mai 1889 einen Gesetzentwurf zur vollständigen Rückerwerbung der Verbindungsbahn – gegen Jahresrenten – ein. Die Österreichische Nordwestbahn und die Österreichisch-ungarische Staatseisenbahngesellschaft erklärten sich auch sofort dazu bereit; die Verhandlungen mit der Südbahn-Gesellschaft zogen sich jedoch bis 1894 hin, ab dem 1. Jänner 1895 war der Staat schließlich wieder alleiniger Eigentümer der Verbindungsbahn. Die Gesamtkosten für den Rückkauf beliefen sich auf 3.826.460 Gulden, der Betrieb wurde bis zur Eröffnung der Stadtbahn weiterhin von der Südbahn-Gesellschaft und der Kaiser Ferdinands-Nordbahn durchgeführt.

### Umbau des Bahnhofs Hauptzollamt und Teilintegration in die Wiener Stadtbahn

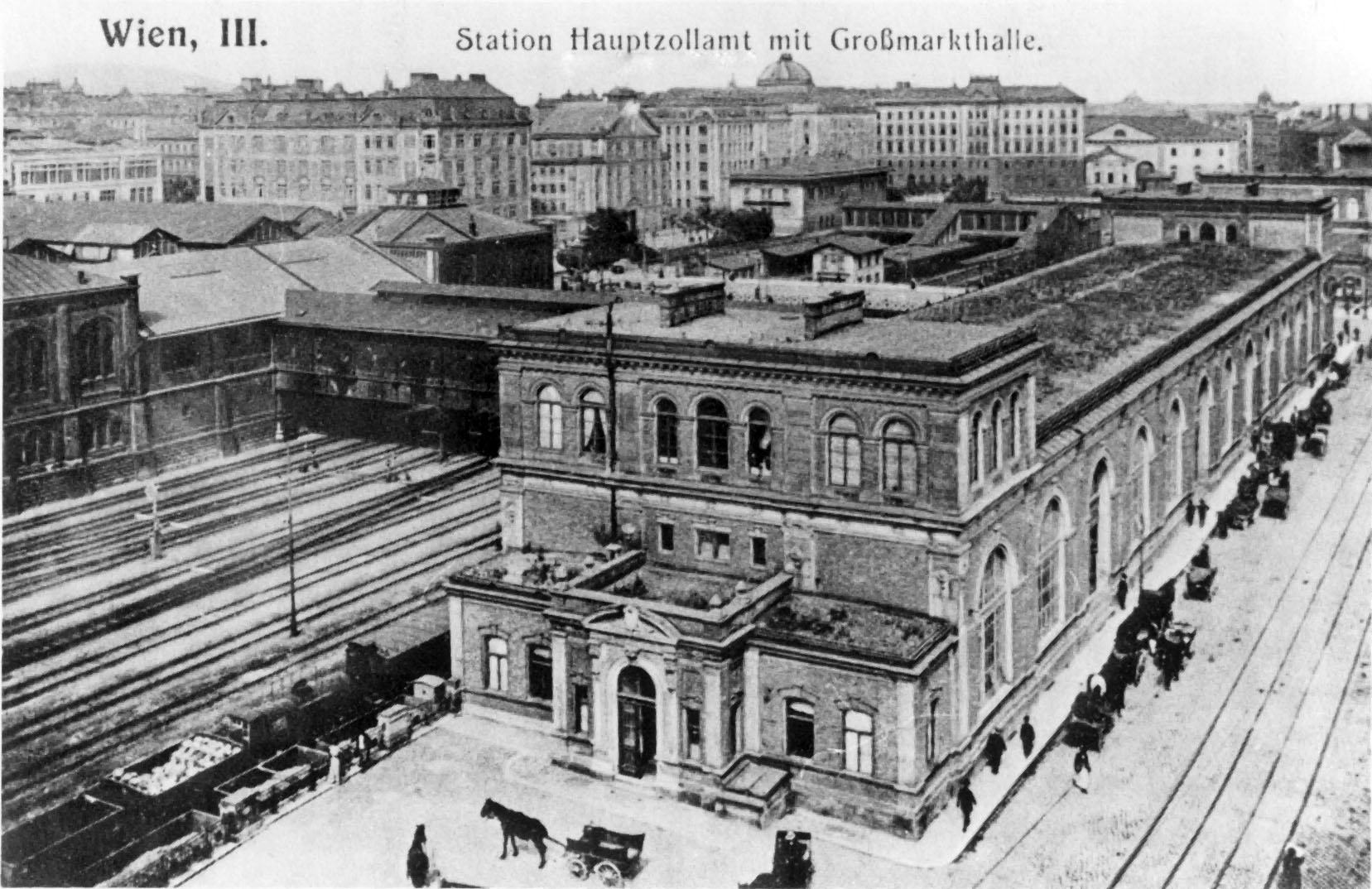
Der tiefer gelegte Bahnhof Hauptzollamt um 1905

Für den Bau der Wiener Dampfstadtbahn der Commission für Verkehrsanlagen in Wien musste die Verbindungsbahn im Bereich des Bahnhofs Hauptzollamt ab 1896 aufwändig tiefer gelegt werden, um sie dort mit der 1899 eröffneten Unteren Wientallinie und der 1901 eröffneten Donaukanallinie verknüpfen zu können, die beide von Beginn an Tiefbahnen waren.
Nach den ursprünglichen Plänen sollte die Verbindungsbahn in das sogenannte engere Stadtbahnnetz einbezogen werden; dafür war der dreigleisige Ausbau zwischen Hauptzollamt und Praterstern vorgesehen. Da aber dadurch die Helenengasse im 2. Bezirk stark verengt worden wäre, regte sich dagegen Widerstand, so dass nur ein Ausziehgleis zwischen Hauptzollamt und Radetzkyplatz angelegt wurde. Letztlich verblieb die Strecke bei der Staatsbahn und wurde nur Teil des äußeren Stadtbahnnetzes.
Der Personenverkehr zwischen Hauptzollamt und Meidling war wegen der Tieferlegung etwa ein Jahr lang eingestellt, bevor er am 30. Juni 1899 wieder aufgenommen wurde – gleichzeitig mit der Eröffnung der Unteren Wientallinie. Der Teil zwischen der Haltestelle Favoriten und dem Hauptzollamt wurde 1901 mit Streckenblock ausgerüstet, wofür auch zwei Blockhütten errichtet wurden. Beim Matzleinsdorfer Platz befand sich ursprünglich eine Haltestelle, die aber dem Ausbau des Frachtenbahnhofs zum Opfer fiel. 1903 wurden Verhandlungen zur Wiedererrichtung aufgenommen, doch führten diese zu keinem Ergebnis.

### Pläne zur Elektrifizierung oder zur Übertragung an die Wiener Stadtbahn

Die Probelokomotive von 1906 im Bahnhof Hauptzollamt

Da die Wiener Stadtbahn kein Erfolg wurde, machte man sich Gedanken über die Verbesserung des Betriebs. Das Eisenbahnministerium forderte etliche Firmen auf, Projekte zur Elektrifizierung vorzulegen. Von Juli 1906 bis Anfang 1907 wurde daher vom Unternehmen Křizík & Co zwischen Hauptzollamt und Praterstern ein elektrischer Probebetrieb aufgenommen. Es wurde dabei ein kompliziertes Gleichstromsystem mit Dreileiteranordnung (2 × 1500 V) verwendet. Die Firma Križík errichtete dafür auch eine eigene Umformerstation. Die Züge wurden von einer Lokomotive mit Mittelführerstand gezogen, die als »WIEN 1« bezeichnet wurde. Nach den Testfahrten wurde sie nach Prag überstellt und 1927 von den ČSD als Reihe E 225.0 übernommen. Heute befindet sie sich im Technischen Nationalmuseum in Prag. Das aufwändige System hatte zahlreiche Diskussionen in der Fachliteratur zur Folge. Die Abwägung von Vor- und Nachteilen führte dazu, dass dieses System nicht weiterverfolgt wurde. Das Ministerium entschied, dass bei weiteren Versuchen Triebwagen zu untersuchen wären, doch aus finanziellen Gründen fanden keine Testfahrten mehr statt. Ab 1907 wurden Personenzüge über die Verbindungsbahn nicht mehr zum Praterstern, sondern über die Donaukanallinie der Wiener Stadtbahn nach Heiligenstadt geleitet. Daher gab es zwischen Hauptzollamt und Praterstern nur mehr einen Pendelverkehr mit täglich 264 Zügen.
Um den Stadtbahnverkehr zu verbessern, wurden ab 1908 Verhandlungen mit der Stadt Wien aufgenommen, die den Betrieb inklusive Hauptzollamt–Praterstern elektrifizieren und übernehmen sollte, doch scheiterten diese Verhandlungen. 1911 beschloss die Commission für Verkehrsanlagen in Wien ein Ausbauprogramm, das neben einem U-Bahn-Netz auch die Elektrifizierung der Stadtbahn vorsah, wobei im Programm auch diesmal wieder die Strecke Hauptzollamt–Praterstern enthalten war. Das Programm konnte jedoch wegen des Ersten Weltkriegs nicht mehr umgesetzt werden. Erst ab 1925 verkehrte die nun an die Stadt Wien übertragene Stadtbahn unter der Bezeichnung Wiener Elektrische Stadtbahn wieder, war aber am Bahnhof Hauptzollamt, wie auch an den anderen beiden Verknüpfungsbahnhöfen Hütteldorf-Hacking und Heiligenstadt, von der Staatsbahn betrieblich getrennt.

### Entwicklung nach 1918

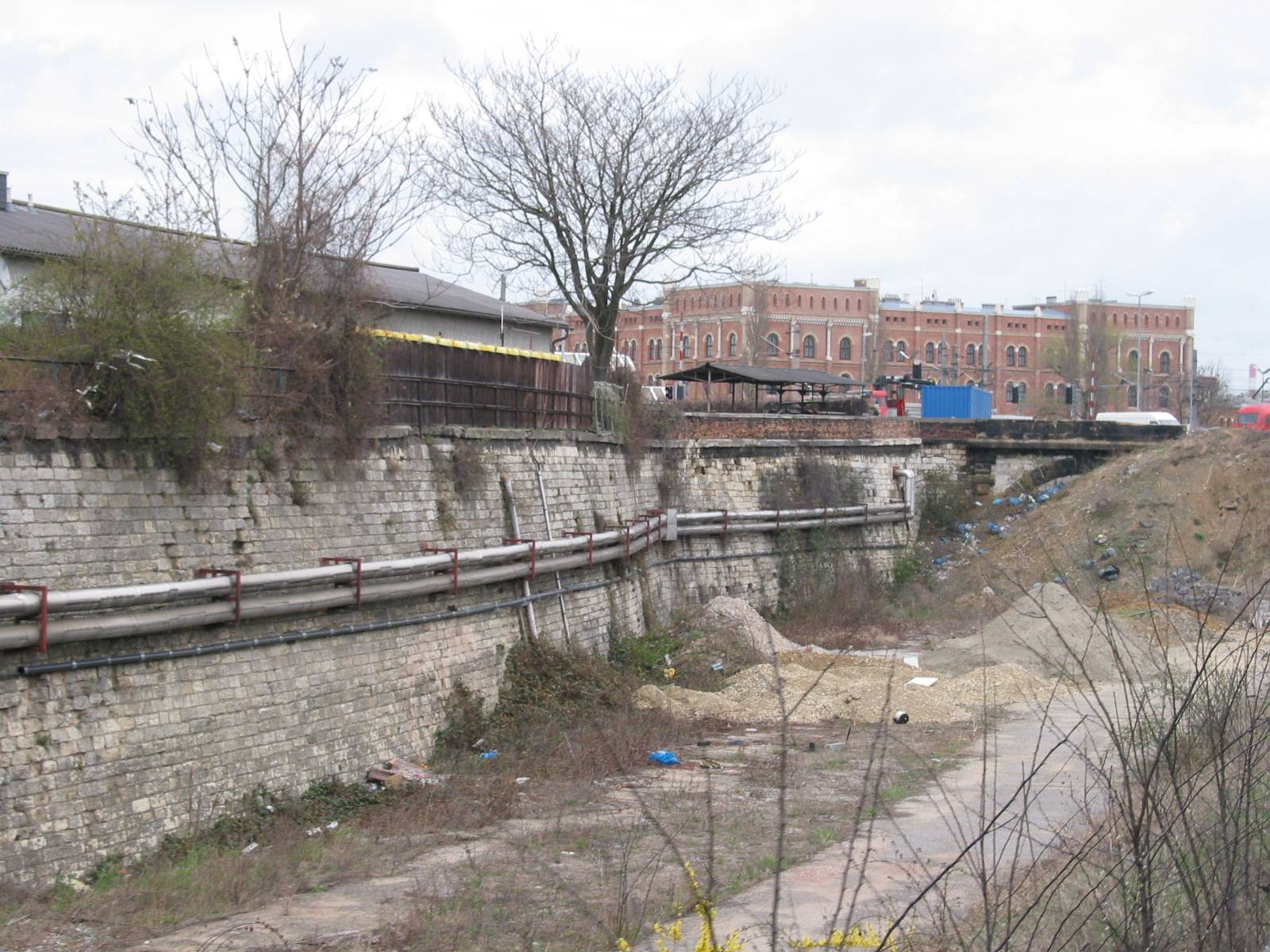
2006 vermauertes Portal des ehemaligen Arsenaltunnels (auch unter dem Namen StEG-Tunnel bekannt. Es wurde im Zuge der Arbeiten zum Hauptbahnhof abgetragen), im Hintergrund das Arsenal

Während des Krieges wurde der Verkehr auf der Verbindungsbahn eingestellt und erst wieder 1921 etwas eingeschränkt aufgenommen, wobei die Züge auch damals schon weiter in das niederösterreichische Umland fuhren. Auch etliche bedeutende Fernzüge wie der Nizza-Express benutzten die Verbindungsbahn.
Im Zweiten Weltkrieg wurde der Verkehr stark reduziert, bis 1941 gab es nur noch vier Berufsfahrerzüge, danach nur mehr ein Zugpaar vom Hauptzollamt nach Gänserndorf sowie einen Schnellzug für Fronturlauber. Der Personenverkehr blieb bis zum Winter 1944 aufrecht, doch wurde die Strecke anschließend durch Bombenabwurf äußerst stark beschädigt. Danach wurde ein Gleis stillgelegt und die Strecke nur mehr eingleisig befahren. Das andere Gleis blieb zwar erhalten, war aber bald stark überwachsen.
Der Bau der Schnellbahnstrecke bewirkte dann die Stilllegung des großteils unter den Ostbahngleisen verlaufenden Streckenteils zwischen dem Schweizergarten und der Haltestelle Favoriten. Zum letzten Mal wurde dort am 4. Dezember 1961 gefahren. Der Arsenaltunnel wurde danach zwar zugeschüttet und teilweise mit Beton ausgegossen, aber 1979 in eine Zufahrt zum Postgebäude umgewandelt, der Steudeltunnel blieb als Verbindung zwischen Ost- und Südbahn erhalten. Anlässlich der Elektrifizierung der Donauländebahn wurde er als Umleitung 1972 sogar noch ausgebaut und elektrifiziert, die Rampenneigung auf der Ostseite wurde von 25 ‰ auf 12 ‰ reduziert.

### Adaptierung für die Schnellbahn

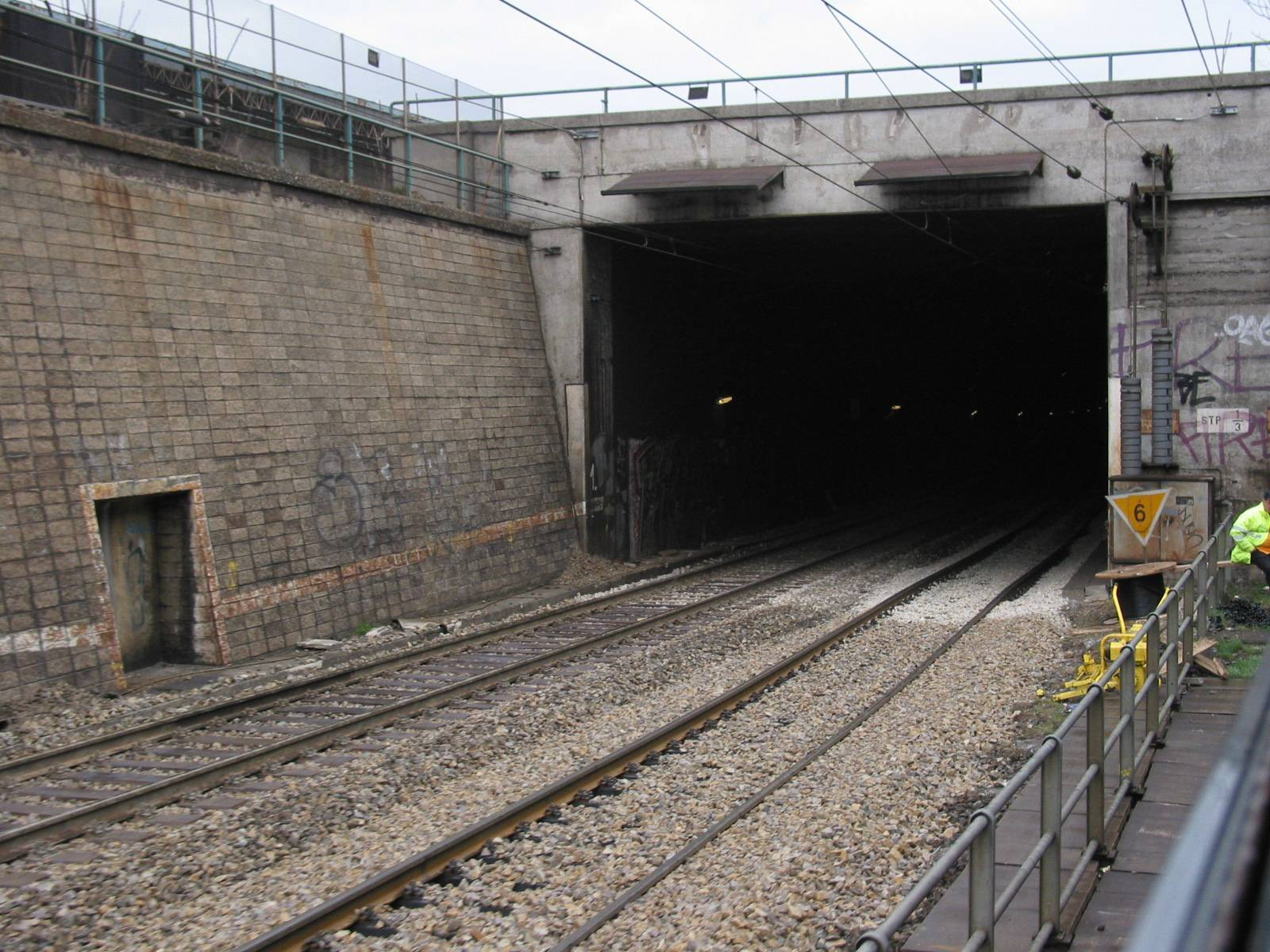
Westliches Portal des Schnellbahntunnels unter dem 2010 abgerissenen Südbahnhof; außerhalb des Bildes befindet sich unmittelbar rechts daneben das westliche Portal des stillgelegten Steudeltunnels

Der Bahnhof Floridsdorf wurde etwa 400 Meter stadteinwärts verlegt, so dass er auf den späteren Franz-Jonas-Platz zu liegen kam. Dieser Platz entstand erst durch die Entfernung kriegsbeschädigter Häuser, entwickelte sich aber in der Folge zum Bezirkszentrum. Die Straßenbahnlinien wurden schon ab 4. Juni 1961 von der Floridsdorfer Hauptstraße in die parallel verlaufende Schöpfleuthnergasse verlegt, damit sie vor das Bahnhofsgebäude führten.
Das bedeutendste Bauwerk der künftigen Stammstrecke war die Nordbahnbrücke, deren Wiederaufbau 1957 beendet war, doch mussten praktisch auch alle anderen Brücken, vor allem über die Straßen in der Brigittenau, neu gebaut werden. Dort wurde auch die Haltestelle Traisengasse errichtet, die in den ersten Planungen noch nicht vorhanden war, deren Bau sich aber als dringend erwies. Auf dem Praterstern wurde am 1. Juni 1959 das neue Bahnhofsgebäude in der Mitte des durch einen Kreisverkehr stark erweiterten Platzes eröffnet, das den Nordbahnhof und die frühere Haltestelle Praterstern ersetzen sollte. (Der Bau wurde daher auch schon vor dem Beschluss zur Errichtung der Schnellbahn begonnen.) Im Bereich des Bahnhofes Hauptzollamt musste die Trasse etwa einen halben Meter abgesenkt werden, um die Elektrifizierung zu ermöglichen.
Der für die Schnellbahn wichtigste Bau war die Verlegung der Strecke im Bereich des Südbahnhofs, die notwendig war, um günstige Umsteigverhältnisse zu den anderen Verkehrsmitteln zu schaffen. Die Trasse folgt in der Linienführung ungefähr der allerersten Strecke in diesem Bereich, verläuft aber in Tieflage. Die unterirdischen Haltestellen Quartier Belvedere (ehem. Südbahnhof) und Hauptbahnhof (ehem. Südtiroler Platz) liegen nur 600 Meter auseinander, so dass erwogen wurde, eventuell nur eine Haltestelle dazwischen zu errichten und Rollsteige herzustellen. Allerdings sah man die Technik für diese Steige als noch nicht weit genug entwickelt an.
Unter dem Südtiroler Platz wurde am 7. Mai 1959 die erste unterirdische Straßenbahnstation Wiens eröffnet, die ursprünglich unabhängig von der Schnellbahn geplant wurde, dann aber doch gemeinsam mit der S-Bahn-Haltestelle geplant und gebaut wurde. Dort wurde 1961 auch ein neuer Autobusbahnhof in Betrieb genommen. Auf der restlichen Strecke bis Meidling gab es keine wesentlichen Änderungen. Im Gegensatz zu S-Bahn-Systemen in anderen Städten sind die Anlagen in Wien komplett vollbahntauglich und werden auch von Güterzügen befahren. Deshalb war es auch nicht möglich, stufenlos in die Fahrzeuge einzusteigen, insbesondere, weil die Bahnsteighöhen auch sehr verschieden waren. 1959 konnte man in einer Ausstellung im Südbahnhof Modelle der künftigen Haltestellengebäude sehen.

### Entwicklung von 1962 bis 1980
Die Schnellbahn war ein sofortiger Erfolg. Es kam zu Überfüllungen, die erst durch den Ersatz der Einfach- durch Doppelgarnituren beseitigt werden konnten. Mit den Wiener Verkehrsbetrieben wurde ein Abkommen geschlossen, das es den Fahrgästen erlaubte, im Störungsfall die parallel führenden Linien des anderen Verkehrsträgers ohne zusätzlichen Fahrscheinkauf zu benutzen. 1963 wurden in der Haltestelle Südbahnhof versuchsweise die ersten Fernsehmonitore zur Zugabfertigung eingebaut.
Auf der Stammstrecke wurde anfangs im Viertelstundentakt gefahren, aber schon im Oktober des Eröffnungsjahrs wurde der Verkehr zwischen Floridsdorf und Landstraße in der Hauptverkehrszeit verdichtet, ab 1964 dann auf der gesamten Stammstrecke.

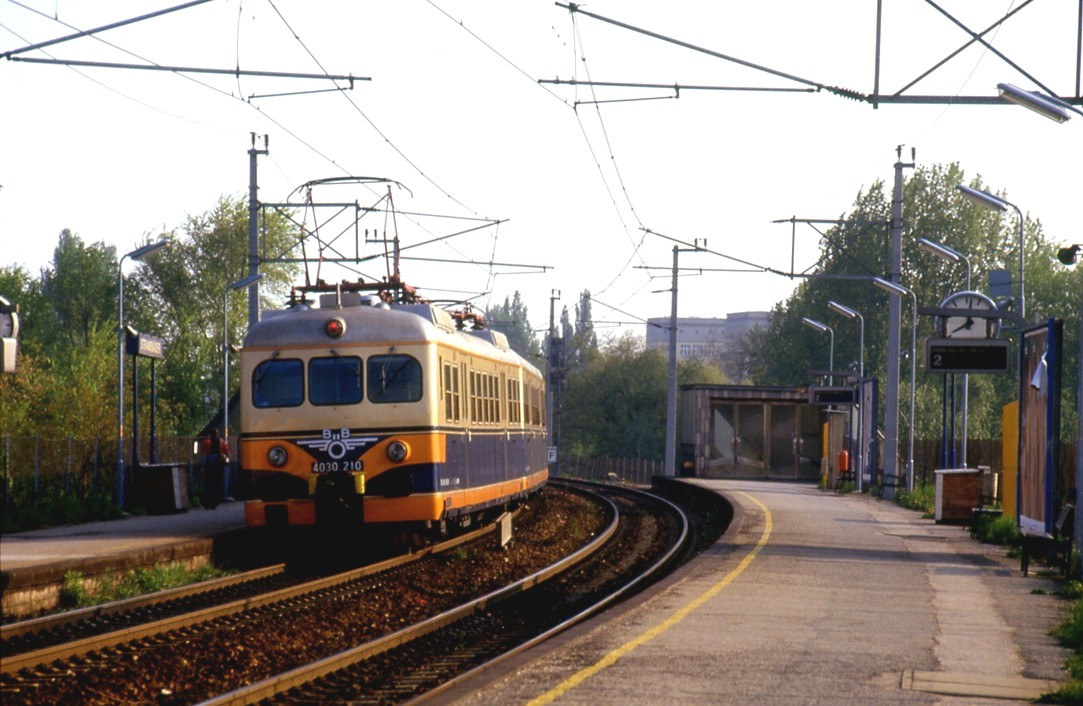
Haltestelle Strandbäder, 1987 noch in Betrieb

Anlässlich der Abhaltung der 1. Wiener Internationalen Gartenschau wurde am 16. April 1964 die neue Haltestelle »Strandbäder« eröffnet, die ursprünglich nur als Saisonhaltestelle gedacht war, dann aber ständig in Betrieb war. Sie hatte als einzige Haltestelle der Stammstrecke kein Bahnsteigdach und einen einfachen Abgang in Richtung Alte Donau. Um eine bessere Verbindung mit der Schnellbahn zu schaffen, wurden die Abfahrtsstellen von Regionalbuslinien an verschiedenen Stellen der Stadt abgeschafft, stattdessen wurde am 30. Mai 1969 ein Autobusbahnhof über dem Bahnhof Landstraße eröffnet.
Zur Entflechtung der Schnellbahn vom Güterverkehr wurde zwischen Meidling und dem Schnellbahntunnel eine neue Trasse am Nordrand des Frachtenbahnhofes gebaut und ab 27. Juni 1969 befahren. Dort befindet sich auch die Haltestelle Matzleinsdorfer Platz, die aber erst drei Monate später, am 27. September, in Betrieb genommen werden konnte.

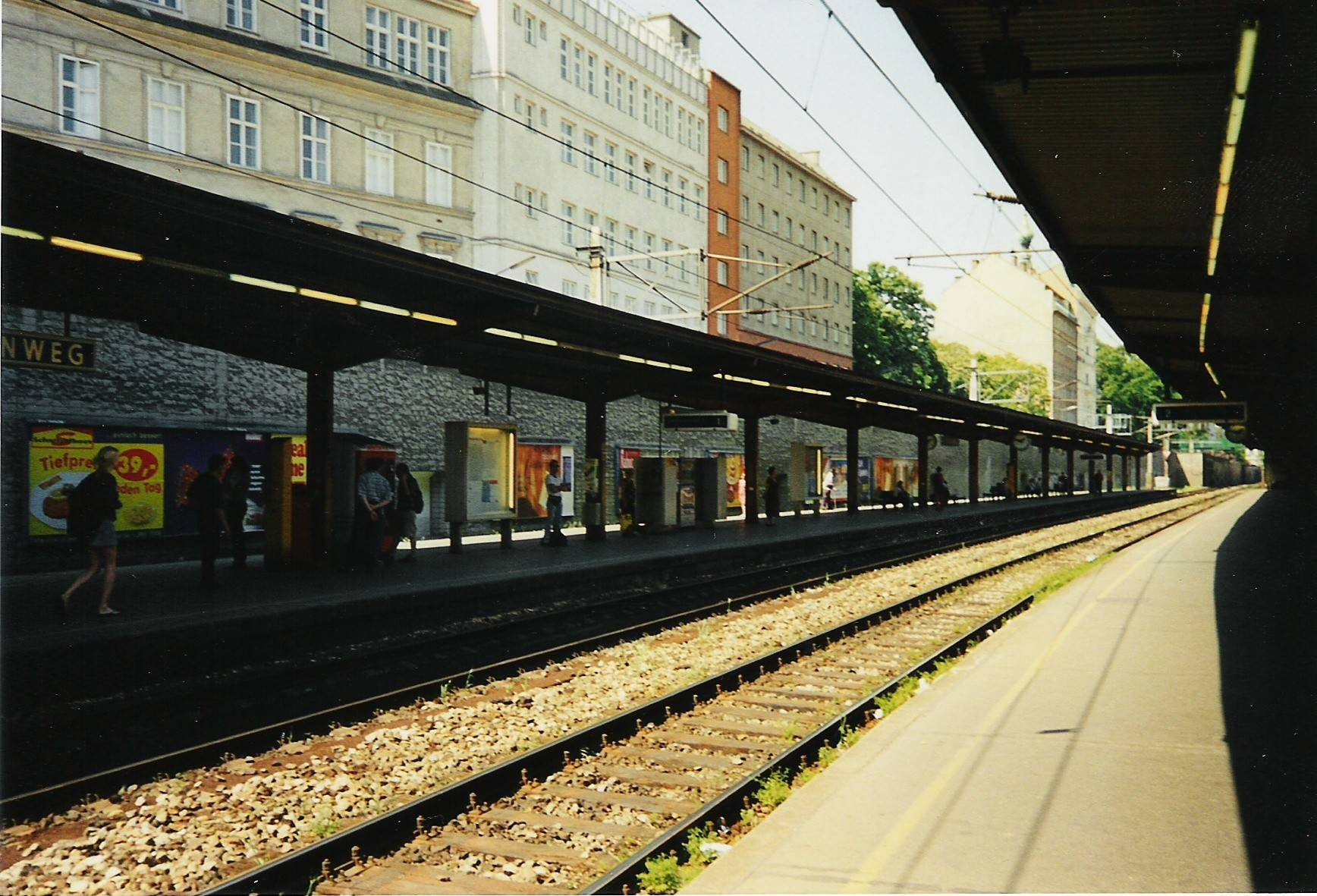
Die Haltestelle Rennweg im ursprünglichen Zustand

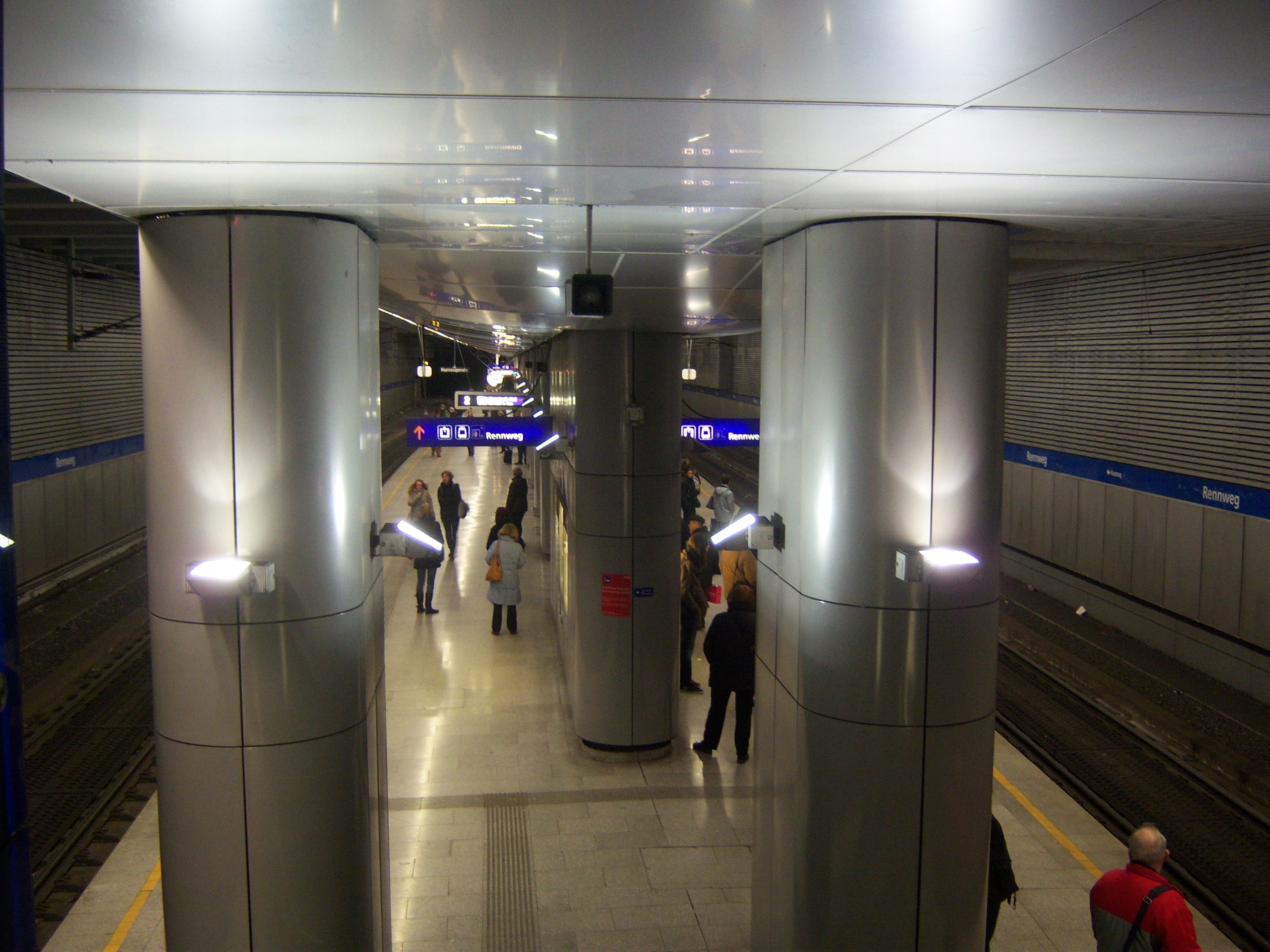
Die Haltestelle Wien Rennweg nach dem Umbau

1968 stellte der Wiener Stadtsenat einen Antrag an Verkehrsminister Ludwig Weiß zur Errichtung der Haltestelle Rennweg, worauf das Ministerium aber nur eingehen wollte, wenn die Stadt Wien die Kosten von 25 Millionen Schilling übernimmt. Durch diese Verzögerungen wurde die Haltestelle erst am 23. Mai 1971 eröffnet. Als Folge davon wurde der Aspangbahnhof stillgelegt. Die Haltestelle war schon auf den Bau der Flughafenschnellbahn vorbereitet und erhielt einen Mittelbahnsteig, bei dem schon ein Gleistrog für diese Bahn vorhanden war. Ein Gleis lag dort allerdings niemals. Ein viertes Gleis sollte später auf der gegenüberliegenden Seite erbaut werden, was auch nicht geschah. Außerdem war die Station für eine Kreuzung mit der U-Bahn-Linie U2 vorbereitet, die in den damaligen Planungen noch dort vorbeiführen sollte. Dazu wurde eine Unterführung gebaut und Vorsorge für Abgänge getroffen.
In dieser Haltestelle wurden auch die ersten Entwerter aufgestellt, die sich rasch im gesamten Netz verbreiteten, so dass im Oktober 1972 die letzten Bahnsteigsperren abgeschafft werden konnten. Nach der Lieferung von weiteren Schnellbahnfahrzeugen konnte die Zuganzahl mit dem Sommerfahrplan 1973 stark erhöht werden. Nachdem schon zu Beginn des S-Bahn-Betriebs im Bahnhof Meidling ein einfacher Fahrkartenautomat aufgestellt worden war, wurde am 4. August 1975 im Bahnhof Wien Mitte der Prototyp einer neuen Generation von Automaten in Betrieb genommen. Dabei handelte es sich um den Typ CST 21 der Firma Landis & Gyr, der schon vielseitiger war und auch Restgeld zurückgeben konnte. Bald darauf wurde auch die Weiterentwicklung CST 41 in Wien Mitte aufgestellt.
Wegen des Abbruchs und Neubaus des Franz-Josefs-Bahnhofes wurde der Schnellzug Vindobona über die Nordwestbahnstrecke umgeleitet und endete im Bahnhof Landstraße. Deshalb wurden die Stationen Landstraße und Praterstern mit 1. Juni 1975 in Wien Mitte und Wien Nord umbenannt.
Der Einsturz der Reichsbrücke am 1. August 1976 behinderte den Verkehr zum anderen Donauufer stark, auf der Schnellbahn wurde daher das Intervall sofort auf 7,5 Minuten während des ganzen Tages verdichtet, was am 6. August aber wieder zurückgenommen wurde.
Wegen des schlechten Erhaltungszustandes musste am 23. Dezember 1976 die Floridsdorfer Brücke gesperrt werden, weshalb wieder ein 7,5-Minuten-Takt auf der Schnellbahn eingeführt wurde, der in der Hauptverkehrszeit sogar auf 3,5 Minuten verdichtet wurde. Außerdem gab es im gleichen Jahr erstmals Silvesternachtbetrieb. Nach der provisorischen Sanierung der Brücke und der Wiederaufnahme des Straßenbahnbetriebs über sie am 2. April 1977 wurde der dichte Verkehr auf Wunsch des Verkehrsministeriums noch drei Wochen weitergeführt, um Frequenzzählungen vorzunehmen.

### Entwicklung von 1980 bis 1999
Im November 1980 wurde das Gleis 1 zwischen Wien Nord und Floridsdorf saniert, weshalb auf diesem Abschnitt vorübergehend nur ein 15-Minuten-Verkehr abgewickelt werden konnte. Während einiger Nächte von Freitag auf Samstag und von Samstag auf Sonntag gab es auch eine Totalsperre mit Schienenersatzverkehr.
Der Bau der Donauufer-Autobahn A22 erforderte am 26. und 27. Oktober 1984 erstmals eine Totalsperre der Stammstrecke. Obwohl dies eigentlich nur den nördlichen Bereich betraf, wurde der Umstand gleich dazu ausgenutzt, die Fahrleitung im Südteil zu erneuern.
Größere Änderungen gab es in Meidling, wo die U-Bahn-Station Philadelphiabrücke entstand. Die Bahnsteige des Bahnhofes wurden daher stadtauswärts bis zu diesem Bauwerk verlängert, die für die S-Bahn verwendeten Bahnsteige 1 und 2 beispielsweise um 181 Meter beziehungsweise 150 Meter. Die Schalter wurden vom ursprünglichen Bahnhofsgebäude in das unterirdische Passagegeschoß für U-Bahn- und Bahnstation verlegt.
Wegen des Baus der nördlichen Verlängerung der U-Bahn-Linie U6, deren Trasse im letzten Teil parallel zur S-Bahn verläuft, kam es ab 1991 zu Betriebsbehinderungen, die in größeren Intervallen und früherem Betriebsschluss resultierten. Im Bereich des 20. Bezirkes musste die S-Bahn-Trasse wegen der U-Bahn ein Stück nach Norden verlegt werden. Sie verläuft jetzt auf dem Stück vor der Nordbahnbrücke auf einem Brückenbauwerk statt wie früher auf einem Damm. Da im Bahnhof Floridsdorf immer Platzmangel herrschte, wurde der U-Bahn-Bau zum Anlass genommen, den Bahnhof um das Gleis 5 zu erweitern, das am 7. Jänner 1992 in Betrieb genommen wurde. Am Zusammentreffen beider Strecken in der Brigittenau wurde die Station Handelskai neu errichtet, sie ermöglicht außerdem den Umstieg zur verlängerten Linie S45.

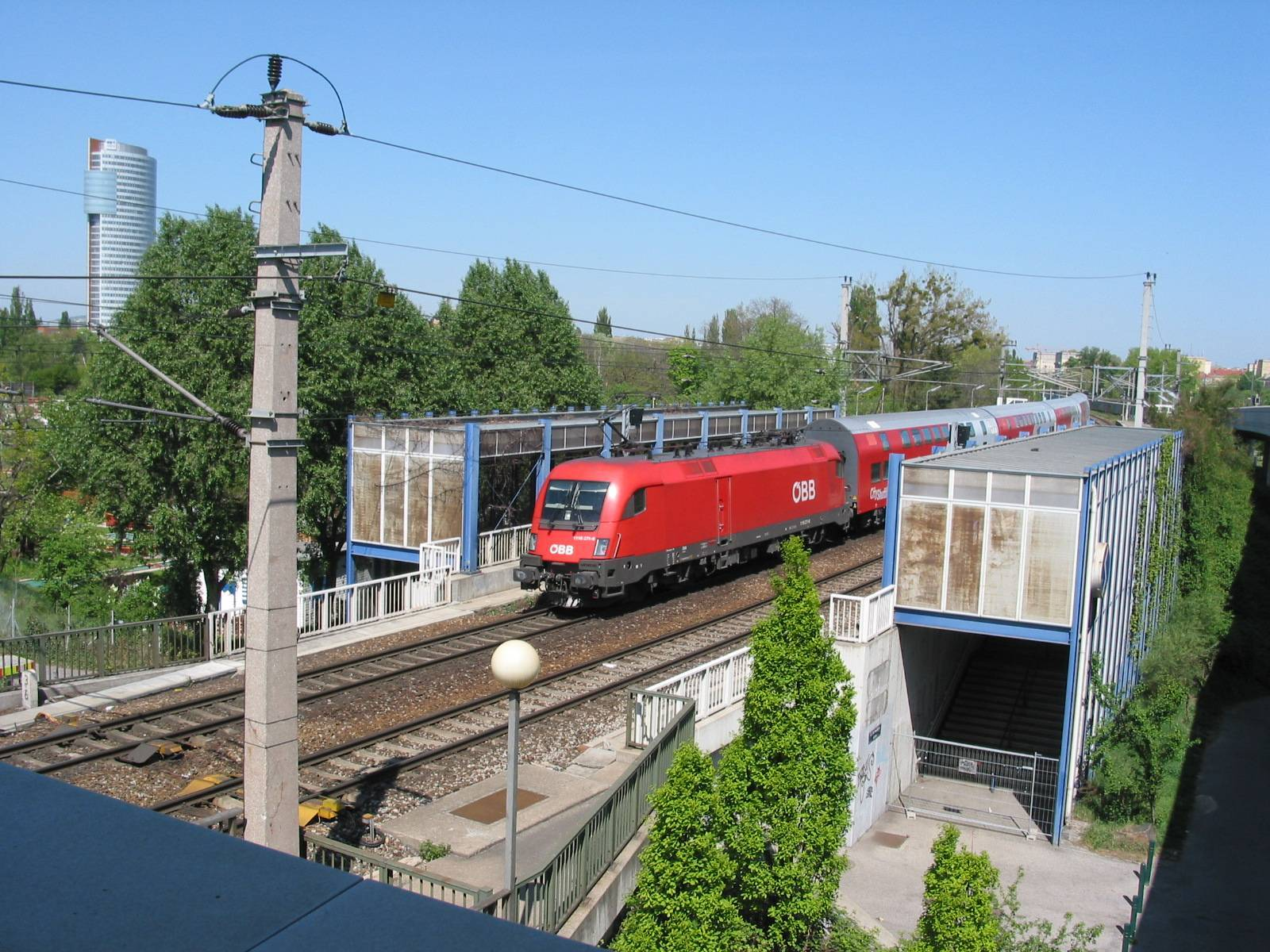
Ein Regionalzug (Doppelstock) in der nicht mehr bedienten Haltestelle Strandbäder

Der Bau des Kraftwerks Freudenau erforderte die Hebung der Nordbahnbrücke, was eine Sperre der S-Bahn-Strecke zwischen Wien Nord und Floridsdorf von 1. bis 16. August 1992 erforderte. Die Sperre wurde für weitere Bauarbeiten auf der Strecke, wie die Auswechslung von Weichen auf dem Nordbahnhofgelände, die Erneuerung der Bahnsteige in der Haltestelle Traisengasse und diverse Umbauten zur Anpassung an die U6 genutzt. Als Ersatz wurde ein Schienenersatzverkehr mit Bussen des Kraftwagendienstes der ÖBB eingerichtet. Die Wiener Verkehrsbetriebe errichteten überdies eine gesonderte Straßenbahnlinie mit dem Liniensignal „E“, die einen Teil der Schnellbahnfahrgäste übernahm, und verstärkten den Verkehr auf anderen Linien im Nahbereich der S-Bahn.
Die Haltestelle Strandbäder wurde im Zuge des Baus der U6 vom 4. Mai bis 1. Juni 1996 gesperrt, was dazu genutzt wurde, den Eingang von der Nordostseite auf die Südwestseite zu verlegen. Die gleich daneben liegende U6-Haltestelle Neue Donau führte aber zu einer weiteren Abnahme der ohnehin geringen Frequenz der S-Bahn-Station, die in Folge am 24. September 2000 stillgelegt und im Jahr 2024 endgültig abgetragen wurde.

### Entwicklung ab 2000

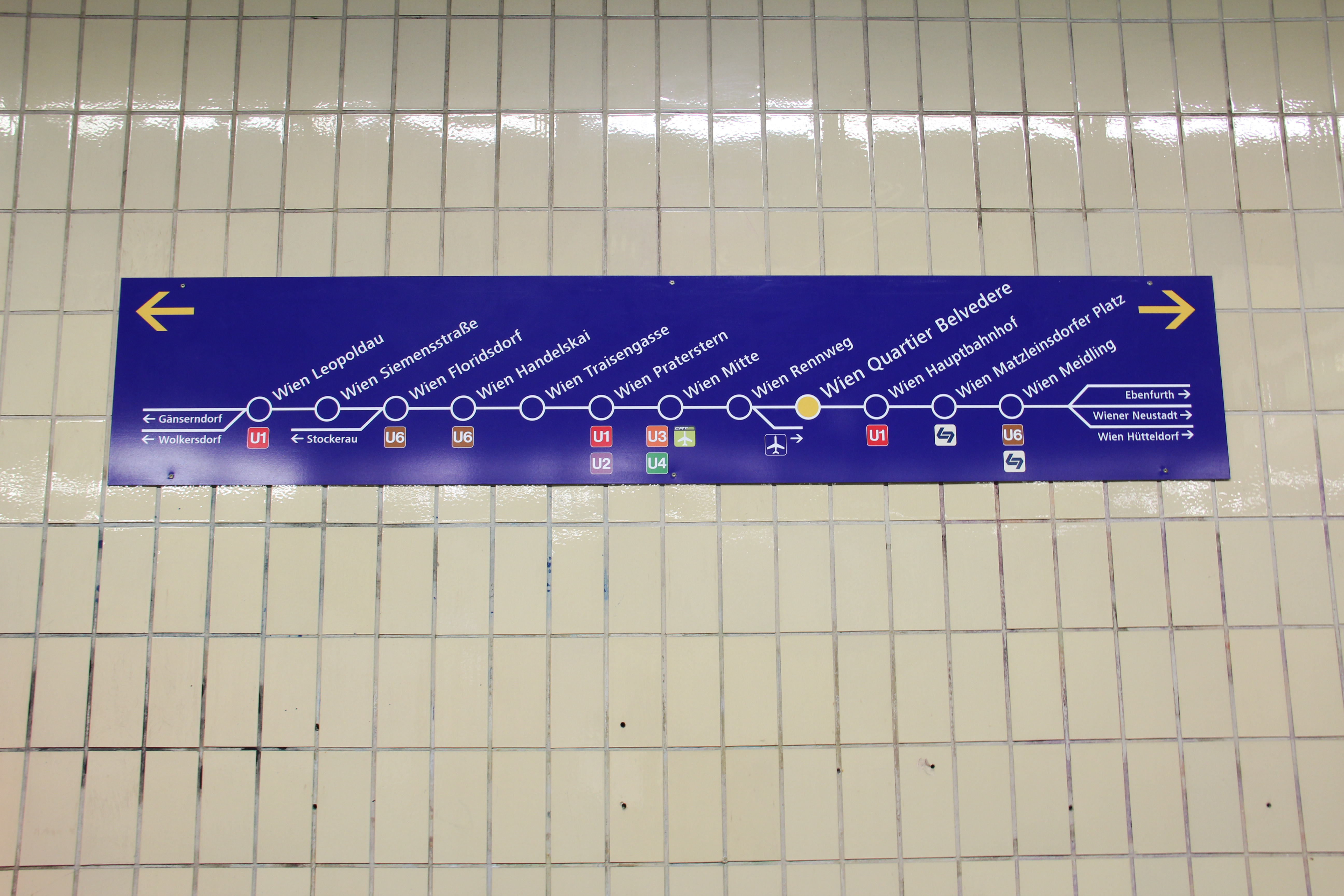
Aktueller Plan der Stammstrecke

Der Ausbau der S7 führte ebenso zu vorübergehenden Einschränkungen auf der Stammstrecke, da die Haltestelle Rennweg komplett umgebaut werden musste. Im Bereich Rennweg konnte oft nur eingleisig gefahren werden. Bei dieser Haltestelle wurde eine kreuzungsfreie Einbindung der S7 in die S-Bahn-Stammstrecke errichtet, jedoch in anderer Form als ursprünglich vorgesehen. Die neue Station hat nur mehr einen Mittelbahnsteig und wurde mit einem Einkaufszentrum überbaut. Die Abzweigung befindet sich erst südlich der Haltestelle.
Die angespannte Lage bei den Triebzügen führte dazu, dass ab 14. Dezember 2003 S-Bahn-Züge, die zur Verstärkung des Regeltaktes geführt wurden, durch die Stammstrecke befahrende Regionalzüge ersetzt wurden: Doppelstockzüge verbinden die südlichen mit den nördlichen Ästen der S-Bahn und halten auf der Stammstrecke in allen Stationen. Die eingesetzten Züge mit vier Zwischen- und einem Steuerwagen sind mit 154 Meter für die meisten Bahnsteige der S-Bahn-Stationen zu lang. Deswegen muss die Lokomotive außerhalb des Bahnsteigbereiches halten, wofür eigene Signaltafeln angebracht wurden.
Vom 8. bis 17. April 2006 wurde die Stammstrecke neuerlich gesperrt: Zwischen den Haltestellen Südbahnhof und Südtiroler Platz wurden vier Weichen eingebaut. Dies war erforderlich, um die Haltestelle Südtiroler Platz in einen Bahnhof umwandeln zu können, damit dort Züge gewendet werden können. Überdies wurden schalldämmende Gleise verlegt.
Anlässlich der Fußball-Europameisterschaft 2008 und der damit zusammenhängenden Verlängerung der U-Bahn-Linie U2 über den Praterstern wurde der Bahnhof Wien Nord nach einem Projekt von Albert Wimmer umgebaut und erhielt zwei breite Bahnsteige und eine Glasüberdachung, die in Teilschritten 2006 und 2007 in Betrieb genommen wurden. Am 10. Dezember 2006 erhielt der Bahnhof seinen alten Namen (Wien) Praterstern zurück. Ab diesem Zeitpunkt gab es an Wochenenden auf der Stammstrecke Nachtverkehr im 20-Minuten-Takt, der mit Fahrplanwechsel Ende 2008 wieder aufgegeben wurde. Züge vom Flughafen Wien nach Wien-Floridsdorf fuhren während der Sommermonate in allen Nächten im Stundenintervall.
Da im Zuge der Errichtung des neuen Hauptbahnhofes Wien die Überplattungen des Schnellbahntunnels im Bereich Südbahnhof und Südtiroler Platz geändert werden mussten, wurden dort 2007 erstmals im ÖBB-Bereich anstelle der Oberleitungsanlagen Deckenstromschienen eingebaut.
Am 6. August 2012 wurde die Stammstrecke auf Rechtsverkehr umgestellt. Anlass war die Eröffnung des Lainzer Tunnels im Dezember 2012, welcher die Westbahn (Regelbetrieb rechts) mit der Südbahn und der Stammstrecke (zuvor Regelbetrieb links) verbindet. Mit dem Fahrplanwechsel am 9. Dezember 2012 wurde die Station Wien Südbahnhof (S-Bahn) in Wien Quartier Belvedere und Wien Südtiroler Platz in Wien Hauptbahnhof umbenannt.
Seit Dezember 2019 verkehrt auf der Stammstrecke an Wochenenden wieder der Nachtverkehr im Halbstundentakt.

### Ausblick
Die Strecke soll zwischen Herbst 2023 und Ende 2027 modernisiert werden. Als Herzstück gilt die Einführung von ETCS Level 2, mit dem eine Zugfolge von 2,5 Minuten ermöglicht werden soll. Darüber hinaus sollen Bahnsteige verlängert, Bau- und Tragwerke erneuert sowie neue Gleise, Oberleitungen sowie Abstell- und Wendeanlagen errichtet werden. Für die Hauptbaumaßnahmen soll der Abschnitt zwischen Praterstern und Hauptbahnhof für 14 Monate, von September 2026 bis Oktober 2027, gesperrt werden. Der Spatenstich wurde am 23. Oktober 2023 gefeiert.